# Мексикано-эстонские отношения
Мексикано-эстонские отношения — двусторонние дипломатические отношения между Мексикой и Эстонией. Государства являются членами Организации экономического сотрудничества и развития и Организации Объединённых Наций.

## История
28 января 1937 года страны установили дипломатические отношения в Нью-Йорке. 3 января 1938 года вступило в силу мексикано-эстонское «Соглашение о дружбе». Во время Второй мировой войны Эстония была оккупирована как нацистской Германией, так и Советским Союзом в 1941 году. После окончания войны территория Эстонии была насильственно присоединена к Советскому Союзу в сентябре 1944 года. Мексика стала одной из немногих стран, которые не признали законность советской аннексии Эстонии.
В августе 1991 года Эстония обрела независимость после распада Советского Союза. 5 сентября 1991 года Мексика признала независимость Эстонии и восстановила дипломатические отношения с этой страной 5 декабря 1991 года. С тех пор Мексика представляет интересы в Эстонии через своё посольство в Хельсинки, а Эстония представляет интересы в Мексике через посольство в Вашингтоне.
В октябре 1995 года страны подписали Соглашение о сотрудничестве в области технологий, а в 2005 году было подписано Соглашение о культуре, образовании и спорте. В мае 2004 года премьер-министр Эстонии Юхан Партс принял участие в саммите стран Латинской Америки, Карибского бассейна и Европейского союза в Гвадалахаре. В октябре 2012 года министр иностранных дел Эстонии Урмас Паэт посетил Мексику и провёл переговоры со своим коллегой Патрисией Эспиносой. Во время встречи было подписано Соглашение об избежании двойного налогообложения и уклонения от уплаты налогов.
В 2018 году мексиканские художники-граффити подарили 30 фресок к столетнему юбилею Эстонии. Событие стало известно как «Мекстония».

## Визиты на высоком уровне
Из Эстонии в Мексику:
- Премьер-министр Юхан Партс (2004 год);
- Министр иностранных дел Урмас Паэт (2012 год);
- Заместитель министра иностранных дел Вайно Рейнарт (2015 год).

Из Мексики в Эстонию:
- Заместитель министра иностранных дел Лоурдес Аранда (2005 год);
- Заместитель министра иностранных дел Карлос де Иказа Гонзалес (2014 год).

## Двусторонние соглашения
Между странами подписано несколько двусторонних соглашений, таких как: Соглашение о техническом сотрудничестве (1995 год); Соглашение о сотрудничестве в области образования, культуры и спорта (2005 год) и Соглашение об избежании двойного налогообложения и уклонения от уплаты налогов (2012 год).

## Торговля
В 1997 году Мексика подписала Соглашение о свободной торговле с Европейским союзом (в который входит Эстония). В 2018 году товарооборот между странами составил сумму 174 миллиона долларов США. Экспорт Эстонии в Мексику: машины и оборудование, транспортные средства и минеральные продукты. Экспорт Мексики в Эстонию: готовые продукты питания и напитки, машины и оборудование, а также резина и резиновые изделия. В 2006 году эстонская морская компания «CF&S» расширила свое присутствие в Мексике, чтобы предложить логистическую поддержку для перевозки грузов из этой страны в Колумбию и Доминиканскую Республику. Кроме того, в 2009 году мексиканская цементная компания «Cemex» объединилась с латвийским производителем бетона «Sakret» для выхода на эстонский рынок. В 2012 году Мексика была 27-м крупнейшим торговым партнером Эстонии.

## Дипломатические миссии
- Интересы Мексики в Эстонии представлены через посольство в Хельсинки (Финляндия) и почётное консульство в Таллине[11].
- Эстония реализует интересы в Мексике через посольство в Вашингтоне (Соединённые Штаты Америки) и почётные консульства в Мехико и Тампико[12].